# JPEG XL
JPEG XL is een bestandsformaat voor rasterafbeeldingen dat zowel lossy als lossless compressie ondersteunt. Het is ontworpen om bestaande afbeeldingsformaten te overtreffen en zo hun universele vervanger te worden.

## Naam
JPEG is de Joint Photographic Experts Group, de commissie die het formaat heeft ontworpen.
De letter X is een deel van de naam van verschillende JPEG-standaarden sinds 2000: JPEG XT, JPEG XR, JPEG XS .
L betekent lange termijn omdat de bedoeling van de auteurs voor het formaat is om de oude JPEG te vervangen en ook zo lang mee te gaan.

## Geschiedenis
In 2017 lanceerde ISO/IEC JTC1 / SC29 / WG1 (JPEG) een oproep tot het indienen van voorstellen voor JPEG XL, de volgende generatie van beeldcoderingsstandaard.
Het bestandsformaat (de 'bitstream') werd op 25 december 2020 bevroren, wat betekent dat het formaat nu gegarandeerd kan worden gedecodeerd door toekomstige versies.

## Kenmerken
De belangrijkste kenmerken zijn:
- Verbeterde functionaliteit en efficiëntie in vergelijking met traditionele afbeeldingsindelingen (bijvoorbeeld JPEG, GIF en PNG);
- Progressieve decodering (door resolutie en precisie);
- Lossless JPEG- transcodering met ~ 20% verkleining;
- Lossless codering, ook van 'alpha' transparantie;
- Ondersteuning voor zowel fotografische als synthetische beelden;
- Bruikbaar voor zowel hoge als lage kwaliteit;
- Perceptueel geoptimaliseerde referentie-encoder;
- Ondersteuning voor breed kleurengamma en HDR;
- Ondersteuning voor animatie;
- Efficiënte codering en decodering zonder speciale hardware;
- Royalty-vrij formaat met een open-source referentie-implementatie.[7]

## Technische details
JPEG XL is gebaseerd op ideeën uit het Pik-formaat van Google en het FUIF-formaat van Cloudinary.
Het formaat heeft verschillende coderingsmodi. Aan de legacy-kant heeft het een modus die bestaande JPEG bestanden op een compactere manier opslaat. Aan de meer moderne kant heeft het een lossy modus die gebaseerd is op de DCT met variabele blok-grootte en een lossless (of near-lossless) modus.
De referentie-encoder is standaard ingesteld op een visueel vrijwel verliesvrije instelling die nog steeds een goede compressie biedt.